# Magnuszew Mały
Magnuszew Mały – wieś sołecka w Polsce położona w województwie mazowieckim, w powiecie makowskim, w gminie Szelków. Leży nad rzeką Orzyc. 
Według administracji kościelnej miejscowość przynależy do parafii Szelków.
Wieś prywatna Królestwa Kongresowego Magnuszewo Kotowe, położona była w 1827 roku w powiecie pułtuskim, obwodzie pułtuskim województwa płockiego. W latach 1975–1998 miejscowość administracyjnie należała do województwa ostrołęckiego.